# سپاه ۲ (ورماخت)
سپاه ۲ (به آلمانی: II. Armeekorps) یکی از سپاه‌های نیروی زمینی آلمان در دوره رایش سوم بود که در جنگ جهانی دوم به عملیات پرداخت.

## تشکیل
سپاه ۲ ماه اکتبر سال ۱۹۳۴ در منطقه نظامی شماره ۲ در اشتتین به کمک ستاد لشکر دوم رایشسور تشکیل شد.

## تاریخچه عملیاتی

### لهستان و فرانسه
سپاه ۲ ماه اوت سال ۱۹۳۹ برای جنگ بسیج شد. با آغاز جنگ جهانی دوم، این سپاه به عنوان بخشی از ارتش چهارم از گروه ارتش شمال در لهستان به عملیات پرداخت. سپاه ۱۶ موتوریزه ماه دسامبر به ناحیه آیفل در آلمان منتقل گردید. ماه مه به همراه ارتش چهارم از طریق جنگل‌های آردن به فرانسه یورش برد. پس از پایان نبرد فرانسه، سپاه ۲ در قالب ارتش ششم در ساحل کانال مانش مستقر شد.

### شوروی
سپاه ۲ ماه مارس سال ۱۹۴۱ به پروس شرقی منتقل گردید. در جریان عملیات بارباروسا، تهاجم آلمان به شوروی که از ۲۲ ژوئن آغاز شد، سپاه ۲ به عنوان بخشی از ارتش شانزدهم از گروه ارتش شمال نیمه دوم ماه ژوئیه در مرز این ارتش و ارتش نهم از گروه ارتش مرکز، درگیر نبرد در نزدیکی نفل گردید و در فاصله طولانی کشیده شده بود. ضد حملات ناموفق دشمن باعث شد فرماندهی عالی نیروی زمینی سپاه ۲ را به همراه سه سپاه دیگر جهت مقابله با تجمع نیروهای دشمن در جنوب دریاچه ایلمن به سمت دمیانسک بفرستد. این سپاه در کنار لشکر بیستم زرهی، موفق شد تا اواخر ماه اوت مقادیر زیادی از نیروهای دشمن را حوالی دمیانسک به محاصره درآورده و منهدم کند و سپس خود را به اوستاشکوف برساند تا شکاف بین گروه ارتش شمال و گروه ارتش مرکز پوشش داده شود.
اواخر سال ۱۹۴۴، سپاه ۲ به بخشی از ارتش هجدهم در ناحیه تحت محاصره کورلند بدل شد. این سپاه ماه آوریل سال ۱۹۴۵ در این ناحیه منهدم گردید.

## مناطق عملیاتی
- لهستان (سپتامبر ۱۹۳۹ - می ۱۹۴۰)
- فرانسه (می ۱۹۴۰ - ژوئن ۱۹۴۱)
- جبهه شرقی (ژوئن ۱۹۴۱ - مه ۱۹۴۵)

## فرماندهان
- فدر فن بک (آوریل ۱۹۳۵)
- یوهانس بلاسکوویتس (آوریل ۱۹۳۵–۱۰ نوامبر ۱۹۳۸)
- آدولف اشتراوس (۱۰ نوامبر ۱۹۳۸–۳۰ می ۱۹۴۰)
- کارل-هاینریش فن اشتولپناگل (۳۰ می - ۲۱ ژوئن ۱۹۴۰)
- والتر گراف فن بروکدورف-آلفلت (۲۱ ژوئن ۱۹۴۰ - می ۱۹۴۲)
- اوتو فن کنوبلسدورف (ژوئن - ۱ ژوئیه ۱۹۴۲)
- والتر گراف فن بروکدورف-آلفلت (۱ ژوئیه - ۲۸ نوامبر ۱۹۴۲)
- پاول لاوکس (۲۸ نوامبر ۱۹۴۳–۱ آوریل ۱۹۴۴)
- ویلهلم هاسه (۱ آوریل - ۵ می ۱۹۴۴)
- کورت فن تیپلسکیرش (۵–۱۱ می ۱۹۴۴)
- پاول لاوکس (۱۱ می - ۳ ژوئیه ۱۹۴۴)
- ویلهلم هاسه (۱۵ ژوئیه ۱۹۴۴–۱۵ ژانویه ۱۹۴۵)
- یوهانس مایر (۱۵ ژانویه - ۱ آوریل ۱۹۴۵)
- آلفرد گاوزه (۱ آوریل - ۸ مه ۱۹۴۵)